# 蕭淑妃
蕭淑妃（7世纪—655年），名不详，唐高宗的妃嫔，許王李素节、義陽公主、高安公主生母。

## 生平
史书没有记载蕭氏的生年。在唐高宗還是太子時，萧氏已是他的妾室，受封為良娣。蕭氏共生下一子二女，最初生下女兒義陽公主，648年生下兒子李素節，649年生下女兒高安公主。高宗即位後，蕭氏被封為淑妃。萧氏天生丽质，深得唐高宗的宠爱，但她卻陰狠善妒，導致王皇后失寵。
蕭淑妃原本在武則天進宮前，寵冠後宮，甚至到不把王皇后放在眼裡。當時王皇后對蕭淑妃很嫉妒，兩人互相在高宗前面爭寵，而蕭淑妃因懷有身孕，得意洋洋，目中無人。一次皇后發現高宗其實喜歡的是他的庶母武氏，但武氏已入感業寺為尼，便召武氏還俗入宮，與她合作扳倒蕭淑妃，封武則天為昭儀，大受寵愛。蕭淑妃於是失寵，但卻不改以往專橫跋扈、驕傲囂張的個性，反而變本加厲，惹得皇帝生厭，屢有怨言。接著王皇后也逐漸失寵，武昭儀又找到機會，陷害王皇后，高宗以皇后與淑妃“谋行鸩毒”为由，一同廢為庶人，而武昭儀立刻成為皇后。
蕭淑妃與王皇后後來被幽禁起來，某日高宗突然想念她們，前去探望，看到她們的慘狀，相當不忍。二女請求高宗讓她們重見天日，並希望將幽禁的別院命名為「回心院」，高宗允諾會處置。武后得知此事後，即刻下令將她們各杖擊一百，斬斷手腳、反綁在背後，丟到大酒甕裡，並且說：「令二嫗骨醉」，使她們不久後逝世。後來武后常覺得自己見到王皇后與蕭淑妃披頭散髮、鮮血淋漓，樣子非常恐怖，讓她感到非常厭惡，便命巫師作法消災，又將她們搬到蓬萊宮，往後多待在東都洛陽。《新唐書‧后妃傳》記載，蕭淑妃被杖擊時，大罵：「武氏狐媚，翻覆至此！我後為貓，使武氏為鼠，吾當扼其喉以報。」武后為此相當害怕，命令皇宮不准養貓。
武后在殺害王皇后與蕭淑妃後，命王氏改姓「蟒」，蕭氏改姓「梟」，把她們的族人流放到嶺南。中宗即位以後，恢復她們的本姓。萧淑妃所生的兩個女兒義陽公主、高安公主，被软禁在掖庭宫，直到太子李弘替兩個姐姐求情，武后這才将她们分別嫁给權毅和王勖；萧淑妃所生的兒子李素节虽维持亲王地位，但长期被武后监控，且最终在高宗死后仍难逃一死。
史书没有记载萧淑妃的家世。但出自兰陵萧氏的滁州别驾萧谦墓志称志主在武则天朝为“姻戚”所累，雷家骥《武则天传》据此指出萧淑妃亦出身兰陵萧氏。

## 相關影視作品
- 電視劇

| 年份 | 劇名       | 演員   | 剧中姓名 | 劇中稱謂     |
| 1995 | 武则天     | 于慧   | 蕭氏     | 蕭淑妃       |
| 2003 | 至尊红颜   | 張本渝 | 蕭珍兒   | 蕭淑妃       |
| 2014 | 武媚娘傳奇 | 張馨予 | 蕭氏     | 蕭淑妃       |
| 2018 | 大时代     | 張家玮 | 游素素   | 蕭淑妃之转世 |

## 延伸阅读
[在维基数据编辑]
 《舊唐書/卷51》，出自刘昫《舊唐書》